# Rikkolampi
Rikkolampi är en sjö i Ljusdals kommun i Hälsingland och ingår i Ljusnans huvudavrinningsområde. Sjön är 4 meter djup, har en yta på 1,37 kvadratkilometer och befinner sig 0 meter över havet.